# Frankland Group National Park
Frankland Group National Park är en nationalpark i Australien.   Den ligger i delstaten Queensland, i den nordöstra delen av landet, 2 000 km norr om huvudstaden Canberra. Arean är 94 kvadratkilometer.